# L'ombra del sole
L'ombra del sole (The Dark of the Sun) è un romanzo d'avventura scritto da Wilbur Smith nel 1965. Nel 1968 ne è stato tratto un film: Buio oltre il sole.

## Personaggi
- Bruce Curry (capitano)
- Shermaine Carrier (ragazza innamorata del capitano)
- Martin Boussier (capovillaggio)
- Wally Hendry (tenente disertore)
- Mike Haig (tenente)
- Ruffararo (sergente maggiore)
- André De Surrier (tenente)
- Padre Ignazio (prete a capo di una missione)
- Generale Moses (capo dei ribelli)

## Trama
Congo belga, anni Sessanta. Un gruppo di mercenari guidati da Bruce Curry deve trarre in salvo la popolazione di un piccolo villaggio rimasto isolato nel territorio in mano ai ribelli. Ex avvocato in fuga dal suo doloroso passato, Bruce sa bene che lo scopo della sua missione non è soltanto umanitario: in realtà nel villaggio, che fu sede dell'Union Minière, è rimasta una cassetta di diamanti che fa gola a molti. Insieme con i suoi compagni, Bruce affronterà un allucinante "viaggio all'inferno", al termine del quale, dietro la disperazione e la violenza, sembra poter rinascere un nuovo sentimento di dignità e speranza.

## Edizioni
- Wilbur Smith, L'ombra del sole, traduzione di Carlo Brera, La Gaja scienza, Longanesi, 7 febbraio 1989,  p. 304, ISBN 9788830408654.

- Wilbur Smith, L'ombra del sole, traduzione di Carlo Brera, collana TEA, Longanesi, 1991,  p. 300, ISBN 88-7819-253-8.

- Wilbur Smith, L'ombra del sole, traduzione di Carlo Brera, Teadue, Longanesi, 1991,  p. 300, ISBN 9788878192539.

- Wilbur Smith, L'ombra del sole, traduzione di Carlo Brera, Best TEA, TEA, 2011,  p. 304, ISBN 9788850219629.

- Wilbur Smith, L'ombra del sole, traduzione di Carlo Brera, Best TEA, TEA, 25 febbraio 2016,  p. 297, ISBN 9788850242108.

- Wilbur Smith, L'ombra del sole, traduzione di Carlo Brera, Super TEA, TEA, 6 agosto 2020,  p. 304, ISBN 9788850258604.